# Ikonoklast (musikalbum)
Ikonoklast är det norska black metal-bandet Urgehals sjette studioalbum, utgivet 2009 av skivbolaget Season of Mist Underground Activists.

## Låtlista
1. "Stesolid Self-Destruction to Damnation" – 4:42
2. "Dødelagt" – 4:38
3. "Cut Their Tongue Shut Their Prayer" – 5:17
4. "The Necessity of Total Genocide" – 7:11
5. "Kniven rider dypt i natt" – 5:18
6. "Astral Projection to Rabid Hell" – 7:09
7. "Approaching Doom" – 5:03
8. "Holocaust in Utopia" – 7:39
9. "Sopor Necrosanctus" – 9:22

- Text: Trondr (spår 1, 2, 4–6, 8), Enzifer (spår 3), Northgrove (spår 7), Kvass (spår 9)
- Musik: Trondr (spår 2, 4–6, 8), Enzifer (spår 1, 3, 7, 9)

## Medverkande
Musiker (Urgehal-medlemmar)
- Trondr Nefas (Trond Bråthen) – sång, sologitarr, basgitarr
- Enzifer (Thomas Søberg) – rytmgitarr
- Eirik Renton – trummor
- Mannevond (Lloyd Hektoen) – basgitarr

Bidragande musiker
- Uruz (Jørn Folkedal) – trummor
- Lars Fredrik Frøislie – piano

Produktion
- Urgehal – producent
- Ove Husemoen – producent
- Nils Harald Mæhlum – ljudtekniker, ljudmix
- Northgrove (Brede Norlund) – sångtext
- R.M – omslagsdesign, omslagskonst
- Elise M. Brufors – foto
- Octavia Marina P. – foto